# Racing Cartagena Mar Menor Fútbol Club
El Racing Cartagena Mar Menor Fútbol Club es un club de fútbol español, de la ciudad de Cartagena en la Región de Murcia, que cambió de localidad desde San Javier en 2023. La temporada 2023/24 fue la última en la que compitió, tras no inscribirse en Preferente Autonómica en la temporada 2024/25.

## Historia

### Fundación

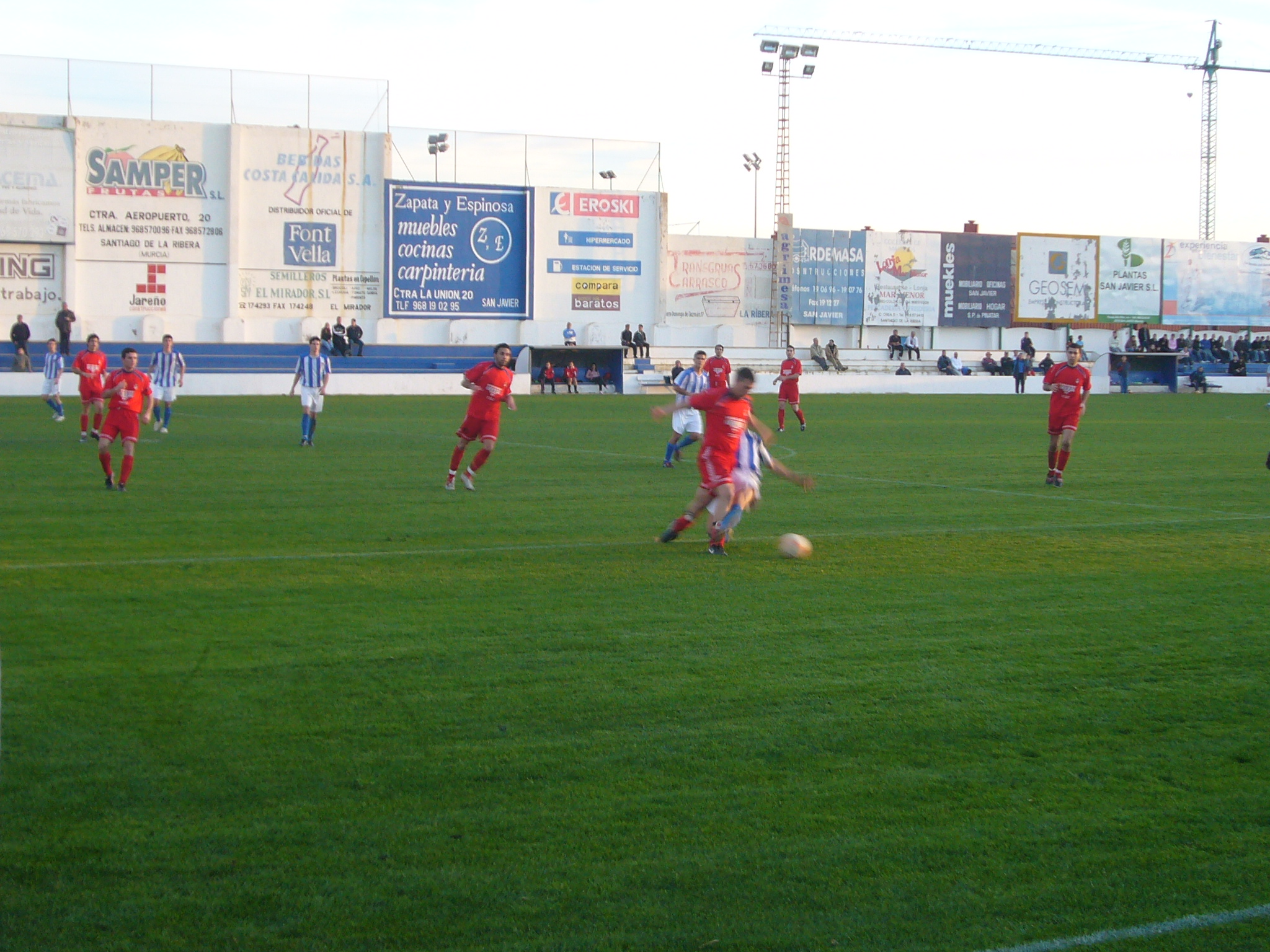
Un partido del Mar Menor contra el CD Alquerías en la temporada 2008-09.

El Mar Menor F. C. tiene su origen en la ciudad de San Javier, municipio español de la Región de Murcia, donde se funda en el verano de 2007, tras la desaparición de la A. D. Mar Menor. Comienza jugando en Primera Territorial, donde termina la liga en 4.ª posición del Grupo II y consigue el ascenso a Territorial Preferente.
La temporada siguiente comienza algo regular con 4 victorias, seguidas de 2 empates y 5 derrotas. En la segunda vuelta el equipo levanta el vuelo y pasa de la parte baja de la tabla a la mitad.
En la siguiente temporada el objetivo era el ascenso, para lo que se prepara una buena plantilla con el presupuesto más alto de la categoría. El 30 de mayo de 2010 vence en el Pitín al CD Bullense, cuarto clasificado, por 5-0 y consigue la meta: el ascenso a Tercera División.

### Etapas desde Tercera División

##### Temporada 2010-11
En su primera temporada jugando en Tercera División, el Mar Menor Fútbol Club logra clasificarse 3.º, siendo además el equipo más goleador del grupo con 85 tantos. Sin embargo, en la fase de ascenso cae contra el Loja CD, empatando a 0 en San Javier y perdiendo por 1-0 en Loja.

#### Temporada 2011-12
En su segunda temporada en Tercera División vuelve a quedar como 3.º de su grupo, finalizando nuevamente como el equipo más goleador con 82 goles.
Clasificado para la fase de ascenso a Segunda División B, se cruza en primera ronda contra el Club Portugalete, empatando 1-1 en San Javier, con un tanto de Emilio Rodríguez, y perdiendo 1-0 en el partido de vuelta en Portugalete.

#### Temporada 2012-13
En el ejercicio siguiente repite la misma posición y consigue llegar a la ronda final del playoff de ascenso tras derrotar en la primera fase al Estrella de Santa Lucía (empatando a 1-1 en Las Palmas y venciendo 2-1 en San Javier) y en segunda fase al Haro, en una épica eliminatoria en la que en San Javier ganaron los riojanos por 1-2 y en la vuelta venció el Mar Menor por 1-3. Sin embargo, el conjunto de San Javier quedaría a un gol del ascenso en su envite final contra el Laudio. Un empate sin goles en casa y una derrota por 1-0 en tierras vascas cerraba la mejor temporada hasta el momento.

#### Temporada 2013-14
El Mar Menor Fútbol Club logra clasificarse por cuarta vez consecutiva para el play-off en la última jornada como 4.º clasificado. Sin embargo, es eliminado por la AD San Juan en la primera ronda al empatar sin goles en San Javier y perder por 1-0 en Pamplona.

#### Temporada 201415
En el inicio de este curso el equipo volvió a situarse en los puestos de arriba, pero, pese a pelear durante toda la temporada, no pudo entrar en zona play-off al acabar 5.º clasificado con 60 puntos.

#### Temporada 2015-16
Con un equipo económicamente más modesto, el club regresa a la fase de ascenso en la temporada 201516, clasificándose en la última jornada gracias a un empate sin goles en Yecla. Ese partido iba a decidir qué equipo ocuparía la cuarta plaza.
En la primera ronda fue capaz de superar al Formentera remontando una derrota por 0-1 en casa con una trabajada victoria por 0-2 en las Islas Baleares, pero cayó en la segunda ante el Osasuna Promesas debido a un empate sin goles en El Pitín y posteriormente perder 1-0 en El Tajonar.

#### Temporada 2016-17
Durante casi toda la campaña se mantuvo en puestos de media tabla, pero en la recta final encadenó una impresionante racha de victorias que le permitió arrebatarle la cuarta plaza al Yeclano en la última jornada. Mar Menor Fútbol Club ganó 0-2 ante el Ciudad de Murcia y el conjunto de Yecla cayó derrotado 1-0 en San Pedro del Pinatar.
La primera eliminatoria de la eliminatoria se disputó contra el Náxara de La Rioja empatando a 1 gol en ambos partidos, pero un segundo tanto en la segunda mitad de la prórroga allí dejó al Mar Menor un año más en Tercera división.

#### Temporada 2017-18
El equipo termina la liga como 2.º clasificado. Sin embargo, es eliminado en primera ronda de la eliminatoria ante el Terrassa Olímpica 2010 tras perder en ambos partidos por 1-0 y 0-2.

#### Temporada 2018-19
El Mar Menor termina en séptima posición, a pesar de estar prácticamente toda la primera vuelta en segunda y tercera posición de su grupo. Las lesiones de jugadores importantes en el primer equipo, y otras circunstancias deportivas, han hecho que el Mar Menor no ocupe la plaza que, por prestigio y experiencia, nos tiene acostumbrados.
Por esta razón, se está llevando a cabo una profunda remodelación tanto de la parte deportiva como de la propia estructura organizativa y de gestión del Club, con la intención de sentar sólidas bases de un Club de Fútbol del siglo XXI, e iniciar así un nuevo proyecto a medio plazo, que empezaría con la ansiada consecución del ascenso de categoría en la próxima temporada.

#### Temporada 2019-20
Esta campaña pasó a la Historia debido a la suspensión de todas las competiciones por Decreto de Estado de alarma a consecuencia de la pandemia del Coronavirus en España. La liga de Tercera división finalizó en la jornada 28 en la cual el Mar Menor era tercer clasificado. Tras el periodo de Cuarentena y sus fases progresivas de desescalada, los clubes de Tercera que acabaron entre los cuatro primeros se fueron directamente a jugar los play-offs sin disputar los partidos que quedaban pendientes.
La Federación Española de Fútbol organizó un play-off express de manera que sin público, a partido único y en sede neutral, los cuatro equipos mejor clasificados de cada grupo de Tercera División en esa última jornada antes del Decreto de Estado de Alarma, se disputarían entre ellos una sola plaza de ascenso. En caso de empates, el equipo mejor clasificado accedería a la segunda ronda o incluso ascendería a Segunda B en la final.
En la primera semifinal, el Mar Menor se enfrentó al Club Atlético Pulpileño en Pinatar Arena. El partido acabó con empate sin goles. Sin embargo, el mejor puesto en liga de los almerienses (segunda posición en el Grupo XIII) les clasificó y dejó eliminado al Mar Menor.

#### Temporada 2020-21
Tras el doble mazazo, primero por el Coronavirus, y después por caer ante el Club Atlético Pulpileño en la fase de ascenso a Segunda División B, el Mar Menor CF renueva su proyecto, encuadrado en el Grupo XIII de la Tercera División , subgrupo B, buscando el tan ansiado ascenso a la nueva Segunda División RFEF (antigua Segunda División B), dónde se consigue el Domingo 6 de junio del 2021, al empatar a 1 gol ante el FC Cartagena B en el Pitín, y por ser el mejor clasificado, ascender de manera brillante tras 13 años.

#### Temporada 2021-22
Tras un comienzo algo malo, el Mar Menor consigue rehacerse y crece en El Pitín, donde consigue ser el segundo mejor local de la temporada y conseguir un puesto histórico para el club, terminando en la sexta plaza a tan solo un punto de la zona de Play-Offs de ascenso a 1a RFEF.

#### Temporada 2022-23
Acabaría la temporada en octava posición muy cerca de los puestos de play-off de ascenso a Primera Federación.

#### Temporada 2023-24
Tras una primera mitad de temporada en la zona media de la tabla, los sucesivos impagos a la plantilla desembocaron en el descenso a Tercera Federación. Los impagos a AFE produjeron a 30 de junio el descenso administrativo a Territorial Preferente.

### Traslado a Cartagena y cambio de nombre
El 5 de julio de 2023, el presidente del Mar Menor Fútbol Club, Daniel Núñez informa en un comunicado que traslada el club de la ciudad de San Javier a Cartagena tras llegar a un acuerdo para usar las instalaciones del Cartagena FC, argumentando falta de apoyos e inexistencia de viabilidad y convertir al Mar Menor Fútbol Club en el Racing Cartagena Mar Menor Fútbol Club, instalándose en la Ciudad Deportiva Gómez Meseguer de la ciudad portuaria.

### Inactividad (2024-)
El club actualmente se encuentra inactivo tras no inscribirse en Preferente Autonómica para la temporada 2024/2025.

## Uniforme hasta 2023 (Mar Menor FC)
- Uniforme titular: camiseta azul, pantalón blanco y medias azules.
- Uniforme suplente: camiseta negra, pantalón negro y medias negras.

| Primera equipación |

## Instalaciones

### Hasta 2023
El  Pitín, cuya construcción data de 1945, acoge diariamente a cientos de niños y jóvenes inscritos en la escuela de fútbol base.
Se trata de un estadio de césped artificial, con capacidad para 3.000 personas. Debe su nombre al apodo de la hija del dueño original, que cedió el estadio a la Agrupación Deportiva Mar Menor-San Javier.
En el Estado Pitin también entrenan y juegan sus partidos oficiales los equipos del Mar Menor Femenino, el equipo de Preferente, así como el de Tercera División.

### A partir de 2023
Las instalaciones de la Ciudad Deportiva Gómez Meseguer fueron inauguradas por la Alcaldesa de Cartagena Dña. Pilar Barreiro el día 6 de agosto de 2002 jugándose el partido inaugural entre el Cartagena F. C. y el Real Madrid C.F. Su emplazamiento, en el Polígono Industrial Cabezo Beaza en C/Londres S/N, es de rápido acceso por su proximidad a la autovía.

### Instalaciones adicionales
La ciudad deportiva esta dotada de un campo de fútbol 11 de césped natural, campo de fútbol 11 de césped artificial, campo de fútbol 7 (césped artificial), campo de fútbol 5 (césped artificial), dos campos de pádel (césped artificial), vestuarios, oficinas del club, servicio de fisioterapia y un bar - restaurante. Y junto al campo de césped artificial F11: mini-gimnasio, aulario, sala de aerobic y almacén.

## Datos del club
- Temporadas en Primera: 0
- Temporadas en Segunda: 0
- Temporadas en Segunda Federación: 3
- Temporadas en Tercera: 11
- Temporadas en Territorial Preferente: 2
- Temporadas en Primera Territorial: 1

- Play-offs de ascenso a Segunda B: 8

## Trayectoria del Mar Menor F. C.
| Temporada | Categoría              | Puesto |
| 2007-08   | 1.º Regional           | 4.º    |
| 2008-09   | Territorial Preferente | 13.º   |
| 2009-10   | Territorial Preferente | 3.º    |
| 2010-11   | Tercera División       | 3.º    |
| 2011-12   | Tercera División       | 3.º    |
| 2012-13   | Tercera División       | 3.º    |
| 2013-14   | Tercera División       | 4.º    |
| 2014-15   | Tercera División       | 5.º    |
| 2015-16   | Tercera División       | 4.º    |
| 2016-17   | Tercera División       | 4.º    |
| 2017-18   | Tercera División       | 2.º    |
| 2018-19   | Tercera División       | 7.º    |
| 2019-20   | Tercera División       | 3.º    |
| 2020-21   | Tercera División       | 3.º    |
| 2021-22   | Segunda División RFEF  | 6.º    |
| 2022-23   | Segunda División RFEF  | 8.º    |
| 2023-24   | Segunda División RFEF  | 14.º   |

*Los puestos marcados en negrita corresponden a las temporadas donde el Club jugó Play-off de ascenso a 2.ª División B.

## Entrenadores

### Cronología de los entrenadores
- Paco García (2011-14)
- Juan Lillo Nieto (2015-16)
- Manuel Palomeque (2016-17)
- Paco García (2017-18)
- Manuel Palomeque (2018-19)
- Paco García (2019-20)
- Javier Motos (2020-22)
- Pedro Alburquerque Contreras (2022-23)
- Javier Motos (2023)
- Guillermo Gómez Alonso (2024)
- Diego Piquero (2024-actualidad)

## Escuela Mar Menor F. C.

### Mar Menor F. C.
La filosofía de la Escuela se ha centrado desde sus inicios, en la integración, la solidaridad, el respeto, la transparencia, el juego limpio, la tolerancia, la diversidad y la pasión por el fútbol.
Por tal motivo, centenares de jóvenes de San Javier y ciudades limítrofes, han encontrado en nuestro Club una educación en valores adecuada a la filosofía del deporte, tratando desde su inicio, de ser una herramienta para alcanzar la madurez desde el esfuerzo y la competición.

### Categorías de formación
- Juvenil
- Cadete
- Infanti
- Alevín
- Benjamín
- Prebenjamín
- Chupeta